# Казе Касконе (Фрозиноне)
Казе Касконе је насеље у Италији у округу Фрозиноне, региону Лацио.
Према процени из 2011. у насељу је живело 13 становника. Насеље се налази на надморској висини од 568 м.